# Bataille de Jedlińsk
Cinquième Coalition
Batailles
- Raszyn
- Grochów (pl)
- Radzymin (en)
- Ostrówek (pl)
- Kock (en)
- Toruń (pl)
- Sandomierz
- Zamość
- Jedlińsk
- Zaleszczyki

La bataille de Jedlińsk se déroula le 11 juin 1809 à Jedlińsk, en Pologne, dans le cadre de la guerre austro-polonaise. Elle opposa les troupes polonaises du général Józef Zajączek au corps autrichien du général Louis Ferdinand de Mondet. En dépit de la vaillance des Polonais, la supériorité numérique des Autrichiens prévalut et Zajączek fut contraint de battre en retraite. 
Les forces du duché de Varsovie se montaient à 5 000 hommes tandis que Mondet disposait de 10 000 soldats. Les pertes polonaises furent de 200 tués et 400 prisonniers ; celles des vainqueurs ne sont pas connues avec précision mais furent probablement élevées.
Cette bataille fut la seule défaite polonaise importante de la guerre. Dans sa biographie de Zajączek, Jadwiga Nadzieja écrit que « la responsabilité de la défaite incombe strictement au général Zajączek. Il n'a pas suivi les ordres du prince Poniatowski […] et n'a pas effectué de reconnaissance adéquate […]. En conséquence, toute la bataille fut réduite à une improvisation infructueuse ». 